# Steve Jobs
Steven Paul Jobs, často pouze Steve Jobs, (24. února 1955 San Francisco – 5. října 2011 Palo Alto) byl zakladatel, výkonný ředitel (CEO) a předseda představenstva firmy Apple a zároveň jedna z nejvýraznějších osobností počítačového průmyslu posledních čtyřiceti let. V roce 1976 spolu se Stevem Wozniakem založil firmu Apple, která vyvinula jedny z prvních úspěšných osobních počítačů, založil také firmu NeXT a pod jeho vedením se proslavila i filmová studia Pixar.

## Životopis
Narodil se americké vysokoškolačce a syrskému studentovi politologie, krátce po porodu byl ale adoptován Paulem a Clarou Jobsovými. Studia na vysoké škole zanechal po prvním semestru; přednášky, které už si ale vybíral čistě podle vlastní volby, navštěvoval další rok a půl. Spával na zemi po pokojích svých kamarádů a na jídlo si vydělával vracením lahví od coly. V tomto období bylo jeho jedinou řádnou stravou jídlo, které každou neděli rozdávalo hnutí Hare Krišna. V této době rovněž započal dietu složenou pouze z jablka a mrkve. Věřil, že díky tomu jeho tělo nebude vylučovat tělesné pachy a nebude tak mít potřebu denního sprchování. Steve Wozniak tuto teorii prohlásil za mylnou.
Na začátku 80. let byla několik let jeho přítelkyní písničkářka Joan Baez. Oženil se s Laurene Powellovou (tři děti), dále měl dceru z předchozího vztahu. Jeho typickým oblečením byl černý rolák St. Croix s dlouhým rukávem, modré džíny Levi’s 501 a tenisky New Balance 992.
Stal se jedním z prvních lidí, kteří rozpoznali potenciál myší ovládaného grafického uživatelského rozhraní vyvíjeného v laboratořích Palo Alto Research Center firmy Xerox. V rámci divize Macintosh v roce 1984 uvedl na trh počítač ovládaný pomoci myši a menu. V roce 1985 byl vyhozen ze společnosti Apple a založil technologicky vyspělou, ale komerčně nepříliš úspěšnou společnost NeXT Computer. V roce 1997 se firma NeXT Computer sloučila s firmou Apple Computer a on sám se vrátil do jejího vedení. Operační systém NeXTSTEP firmy NeXT Computer se stal základem nového operačního systému Mac OS X.
Byl také většinovým majitelem animačního studia Pixar, které v roce 1986 koupil od George Lucase za necelých 10 milionů dolarů a které bylo po dlouhá léta dvorním dodavatelem animovaných filmů pro společnost Disney. V lednu 2006 Disney odkoupil Pixar za 7,4 miliardy dolarů. Steve Jobs tím získal 7 % akcií Disney a místo v představenstvu společnosti.
Byl známý svým manažerským stylem – často se o něm říkalo, že terorizuje své zaměstnance, vyhazuje z firmy za drobnosti a přenáší příliš pozornosti na sebe. Na druhou stranu byl také znám pro své řečnické schopnosti a pro to, že dokázal mít vizi a přesvědčit o ní mnoho lidí. Úspěch obchodní strategie Steva Jobse stál na tom, že dokázal vycítit aktuální potřeby trhu, klást důraz na jednoduchost použití a nepodceňovat design, za který si zájemci rádi byli ochotni připlatit, neboť jim dával pocit výjimečnosti. Za jeho vedení získala struktura Applu podobu kola, kdy Jobs byl jeho centrem a jednotlivá oddělení a manažeři paprsky tohoto kola. Steve Jobs se chtěl podílet na všem, mít kontrolu nad každým procesem, díky čemuž měl roli nesrovnatelnou s jinými CEO, a analytici proto poukazovali na provázanost jeho osobnosti s Applem samotným.
Jeho plat v určité době činil pouhý jeden dolar za rok, ale díky akciím společností Apple a Disney, které vlastnil, patřil mezi nejbohatší Američany. Forbes odhadoval jeho jmění na 8,3 miliardy dolarů.
Díky úspěchu modelů počítače iMac, přehrávače iPod, mobilního telefonu iPhone a tabletu iPad se firma Apple stala největší světovou firmou.
Dne 25. srpna 2011 oznámil rezignaci na postu šéfa společnosti Apple. Nahradil jej Tim Cook.

### Zdravotní problémy
V roce 2003 byla Jobsovi diagnostikována rakovina slinivky břišní. Byla to však její vzácná forma, která byla chirurgicky léčitelná, jak řekl ve svém slavném projevu na Stanfordově univerzitě. Jobs nicméně po 9 měsíců chirurgický zákrok odkládal a s rakovinou se snažil bojovat pomocí postupů alternativní medicíny. Poté, co se jeho zdravotní stav zhoršil, svého rozhodnutí litoval, uvedl jeho životopisec Walter Isaacson.
Dne 27. srpna 2008 společnost Bloomberg omylem publikovala zprávu o Jobsově smrti. Ačkoli chybu rychle napravila, zpráva se rozběhla do světa a posílila spekulace o jeho chatrném zdraví. Jobs si v této situaci vypůjčil citát Marka Twaina a na akci Applu publiku oznámil: „Zprávy o mé smrti nesmírně přehánějí.“
V lednu 2009 pozastavil ze zdravotních důvodů výkon funkce ředitele společnosti. V dubnu téhož roku podstoupil transplantaci jater.
Pankreatický nádor nicméně metastazoval. Bezprostřední příčinou smrti byla zástava dechu, kterou způsobilo právě rozšíření rakoviny ze slinivky na další orgány. Jobs své nemoci podlehl 5. října 2011.
Steve Jobs také trpěl koumpounofobií (chorobným strachem z knoflíků).

## Kariéra

### Apple Computer

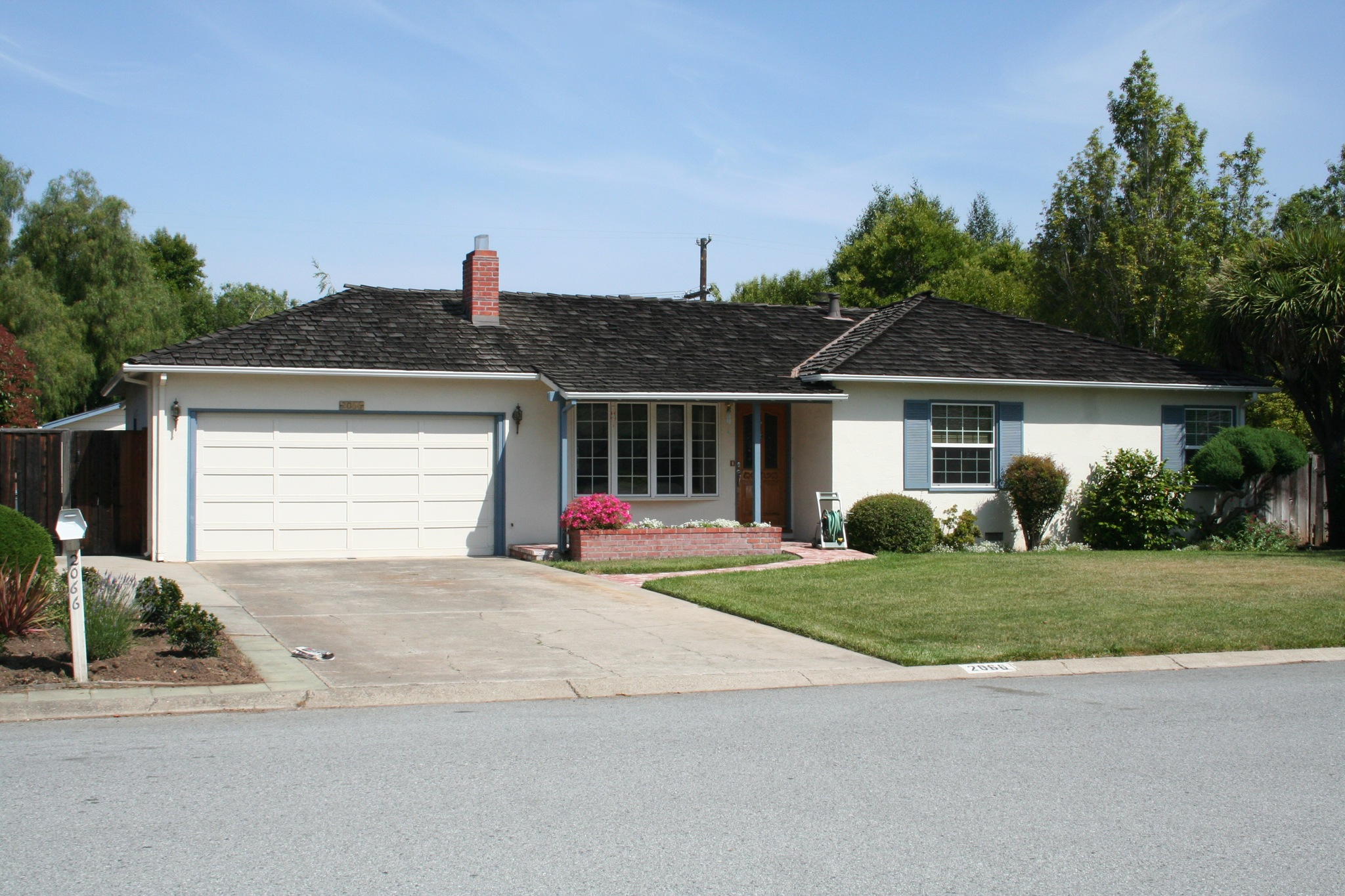
Dům Paula a Clary Jobsových, na Crist Drive v Los Altos v Kalifornii. V roce 1976 Steve Jobs založil Apple Computer ve své garáži se Stevem Wozniakem a Ronaldem Waynem. Wayne však zůstal jen na chvíli, a tak jsou Jobs a Wozniak považováni za primární spoluzakladatele společnosti.

Jobs a Steve Wozniak se poprvé setkali v roce 1971, kdy je představil jejich společný přítel Bill Fernandez. Wozniakovi bylo tehdy 21 let, zatímco Jobsovi bylo pouhých 16. V roce 1976 Wozniak vymyslel počítač Apple I. Jobs, Wozniak a Ronald Wayne založili v garáži Jobsových rodičů společnost Apple Computer, aby svůj počítač mohli prodávat. Financoval je tehdy napůl vysloužilý manažer produktového marketingu a inženýr Intelu v jedné osobě Mike Markkula.
V roce 1978 Apple rekrutoval Michaela Scotta z National Semiconductor na post generálního ředitele, což mělo za následek několik divokých let. V roce 1983 se Jobs snažil získat Johna Sculleyho z firmy Pepsi-Cola, aby u Applu pracoval jako CEO. Během tohoto lákání mu Jobs mimo jiné položil známou otázku: „Chcete prodávat do konce svého života sladkou vodu? Nebo chcete pracovat se mnou a pomoct mi změnit svět?“
Na počátku 80. let spatřil Jobs jako první komerční potenciál v myší ovládaném grafickém uživatelském rozhraní, které vyvíjelo Palo Alto Research Center firmy Xerox, což vedlo k vytvoření počítače Apple Lisa. O rok později zaměstnanec Applu Jef Raskin přivedl na svět Macintosh.
V roce 1984 Apple během vysílání Super Bowlu odvysílal televizní reklamu evokující román 1984. 24. ledna 1984 na výroční valné hromadě představil Jobs velice emocionálním způsobem počítač Macintosh. Andy Hertzfeld popsal tuto scénu jako „vřavu“.

V roce 1977 vytvořil Rob Janoff logo, které bylo v této duhové podobě používáno až do roku 1998.

Zatímco Jobs byl přesvědčivý a charismatický ředitel Applu, někteří jeho zaměstnanci ho měli za excentrického náladového manažera. Neuspokojivé prodeje způsobily zhoršení pracovního vztahu mezi Jobsem a Sculleym a nakonec se z toho stal boj o pracovní místo mezi Jobsem a Sculleym.
Sculley se nechal slyšet, že spolupráce Jobs – Sculley není již nadále pro Apple vhodná, a pokusil se v zasedací místnosti o jakýsi převrat. Na 24. května 1985 svolal schůzi, na které se měla situace vyřešit. Představenstvo Applu sdílelo názor se Sculleym a zakázalo Jobsovi pokračovat v jeho manažerských úkolech v čele divize Macintosh. Jobs byl o pět měsíců později vyhozen z Applu a ještě téhož roku založil NeXT Inc.
V roce 2005 Jobs ve svém projevu na Stanfordově univerzitě řekl, že odchod ze společnosti Apple bylo to nejlepší, co se mu mohlo stát. „Tíhu úspěchu nahradila lehkost toho, že jsem byl znovu začátečník, méně si vším jistý. Dala mi svobodu vstoupit do jedné z nejkreativnějších etap mého života.“ A dodal: „Jsem si jistý, že nic z toho by se nestalo, kdybych nebyl vyhozen z Applu. Byla to odporně hořká pilulka, ale řekl bych, že pacient ji potřeboval.“

### NeXT Computer

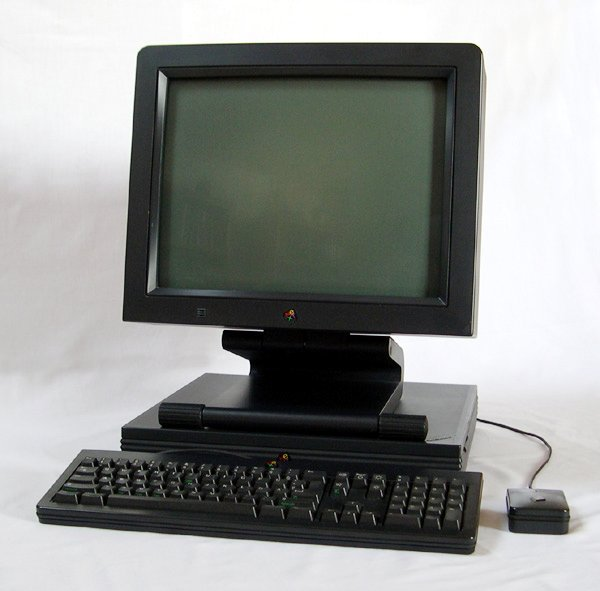
Počítač NeXTstation s původní klávesnicí, myší a monitorem NeXT MegaPixel

Po vyhazovu z Applu v roce 1985 založil Jobs společnost NeXT Computer s kapitálem 7 milionů dolarů. Rok na to Jobsovi došly peníze a bez jediného produktu na obzoru hrozil společnosti bankrot. Nakonec ale upoutal pozornost miliardáře Rosse Perota, který se rozhodl, že do společnosti investuje. První pracovní stanice NeXT byly uvedeny na trh až v roce 1990 a stály 9 999 $. Stejně jako Apple Lisa byl i NeXT workstation technologicky velmi pokročilý, ale později byl zamítnut, protože byl pro vzdělávací sektor (pro který byl navrhován) poněkud drahý. NeXT workstation byl známý pro své technické přednosti, zejména pro objektově orientovaný vývoj systému. Jobs uvedl na trh produkty NeXT určené do finančních, vědeckých a akademických komunit, s důrazem na inovativní, experimentální nové technologie, jako například Mach kernel, čip digitálního signálového procesoru a vestavěný ethernetový port. Tim Berners-Lee vymyslel v CERNu na počítači NeXT World Wide Web.
Také revidovaná druhá generace NeXTcube byla do světa vypuštěna v roce 1990. Díky inovativnímu multimediálnímu e-mailovému systému NeXTMail mohl NeXTcube vůbec poprvé sdílet pomocí e-mailu hlas, obrázky, grafiku a video. Kvůli zaměření na komunikaci Jobs pro NeXTcube prosazoval název „meziosobní počítač“ (interpersonal computer). „Meziosobní počítače budou jistojistě revolucí v komunikaci a skupinové práci,“ řekl Jobs novinářům. Jobs byl u NeXTu posedlý estetickým perfekcionismem, o čemž svědčí i vývoj hořčíkové skříně pro NeXTcube. To způsobilo značný tlak na hardwarovou divizi NeXTu a v roce 1993, poté, co prodali jen 50 000 kusů, přešla NeXT plně na vývoj software NeXTSTEP pro platformu Intel. Společnost poprvé vykázala zisk v roce 1994, a to 1,03 milionu dolarů. V roce 1996 vydala NeXT Software, Inc., WebObjects, framework určený k vývoji webových aplikací. Poté, co byla NeXT v roce 1997 odkoupena společností Apple Inc., byly WebObjects použity pro vytvoření obchodu Apple Online Store, služby MobileMe a hudebního obchodu iTunes Store.

### Pixar a Disney
V roce 1986 Jobs za 10 milionů dolarů koupil od divize počítačové grafiky studia Lucasfilm The Graphics Group, později přejmenovaný na Pixar. Jobs v Pixaru působil spíše jako investor. Hlavní práci přenechával Edu Catmullovi a Johnovi Lasseterovi.
Prvním vyrobeným filmem byl Toy Story, u něhož Jobs působil jako výkonný producent. Studiu to po vydání filmu v roce 1995 přineslo slávu a přijetí u kritiky. Během následujících 15 let vydalo studio Pixar pod vedením tvůrčího ředitele Johna Lassetera tyto kasovní trháky:
- Život brouka (1998)
- Toy Story 2: Příběh hraček (1999)
- Příšerky s.r.o. (2001)
- Hledá se Nemo (2003)
- Úžasňákovi (2004)
- Auta (2006)
- Ratatouille (2007)
- WALL-E (2008)
- Vzhůru do oblak (2009)
- Toy Story 3: Příběh hraček (2010)
- Auta 2 (2011)
- Rebelka (2012)
- Hledá se Dory (2016)
- Auta 3 (2017)

Filmy Hledá se Nemo, Úžasňákovi, Ratattouille, WALL-E, Vzhůru do oblak a Toy Story 3: Příběh hraček získaly Oscara za nejlepší animovaný film (ocenění bylo zavedeno v roce 2001).
V roce 2004 Jobs oznámil, že Pixar hledá nového partnera pro distribuci svých filmů poté, co vypršela smlouva s firmou Disney. Důvodem byly neshody s generálním ředitelem Disney Michaelem Eisnerem.
V říjnu 2005 nahradil Eisnera ve funkci generálního ředitele Disney Bob Iger. Ihned po uvedení do funkce se Iger snažil urovnat vztahy s Jobsem a Pixarem. Výsledkem bylo, že Disney odkoupil akcie Pixaru v hodnotě 7,4 miliardy dolarů. Když byla dohoda uzavřena, stal se Jobs největším akcionářem The Walt Disney Company s vlastnictvím přibližně sedmi procent akcií společnosti. Jobs tak předstihl jak Eisnera (ten vlastnil cca 1,7 procenta), tak i člena rodiny Disneyů Roye E. Disneyho, který do své smrti v roce 2009 vlastnil jedno procento akcií a byl Eisnerovým kritikem – zejména proto, že komplikoval vztah s Pixarem – což vedlo k Eisnerovu odvolání.
Jobs se stal po dokončení fúze členem představenstva Disney a v šestičlenného řídícím výboru také pomáhal dohlížet na společné podnikání v oblasti animací. Po Jobsově smrti byly jeho akcie v Disney převedeny na účet společnosti Steven P. Jobs Trust, kterou vlastní a řídí jeho žena Laurene.

### Návrat k Applu
V roce 1996 Apple oznámil, že by chtěl odkoupit firmu NeXT za 427 milionů dolarů. Dohoda byla uzavřena na konci roku 1996. Téhož roku Jobs oznámil svůj návrat do Applu.
V červenci 1997 byl Gil Amelio sesazen z pozice generálního ředitele společnosti a ještě tentýž měsíc byl Jobs jmenován do pozice prozatímního ředitele společnosti.
V březnu 1998 Jobs učinil riskantní krok a ukončil řadu projektů, jako například Newton, Cyberdog a OpenDoc. Mělo to zajistit návrat Applu do ziskovosti. Zajímavostí je, že v dalších měsících projevilo mnoho zaměstnanců přímo panický strach z ježdění s Jobsem ve výtahu. Kdykoliv Jobse uviděli, báli se, že přijdou o místo. Skutečnost byla ale taková, že Jobsovy „popravy zaměstnanců” byly poměrně vzácné, ale i to stačilo, aby se hrstka propuštěných stala odstrašujícím příkladem pro celou společnost.
Po koupi NeXT si velká část produktů této společnosti našla cestu do produktů Apple. Nejzajímavějším byl asi NeXTSTEP, ze kterého se vyvinul pozdější Mac OS X. Pod Jobsovým vedením společnost významně zvýšila prodeje, což bylo krom jiných produktů zapříčiněno i spuštěním výroby tzv. iMaců. Jejich hlavním plusem byl lákavý design. Branding hrál samo sebou také ve prospěch Applu. V roce 2000 na Macworld Expo Jobs oznámil, že se rozhodl dosadit sebe do pozice generálního ředitele Applu.
Apple se následně zaměřil na výrobu a vylepšování jiných digitálních zařízení než počítačů. Jednalo se o:
- iPod – přenosný hudební přehrávač
- iTunes – digitální hudební software
- iTunes Store – společnost určenou k prodeji Apple spotřební elektroniky a distribuci hudby
- iPhone – dotykový mobilní telefon s vlastním operačním systémem a mobilním webovým prohlížečem
- iPad – první masově rozšířený tablet

Díky těmto výrobkům označil Jobs své zaměstnance za „skutečné umělce". V roce 2006 rozšířil recyklační programy tak, že každý zákazník v USA je povinován svůj starý výrobek recyklovat dle norem stanovených zákonem.

### Rezignace
V srpnu roku 2011 Jobs rezignoval na funkci výkonného ředitele (CEO) společnosti Apple, zároveň však ve společnosti zůstal jako předseda představenstva. Odchod z vrcholné pozice byl zapříčiněn kritickým zdravotním stavem.

## Majetek
Před svou smrtí vlastnil 138 mil. akcií Walt Disney (hodnota 4,7 mld. dolarů) a Apple (hodnota 2 mld. dolarů). Ty připadly do rodinného fondu a nyní je spravuje Laurene Powell Jobsová.

## Vztah k podřízeným
Jobs byl pověstným svým bezohledným chováním vůči svým podřízeným:
- dokázal na ně bez přestání půl hodiny řvát
- předbíhal frontu při čekání na oběd ve firemní kantýně
- bezohledně parkoval na místech určených pro invalidy
- osočoval své podřízené, jak moc ho štvou
- Jobsovým tyranským a diktátorským způsobem vedení se zřejmě inspiroval Jeff Bezos a další manažeři[44]